# Jagiellonia Białystok w sezonie 1948

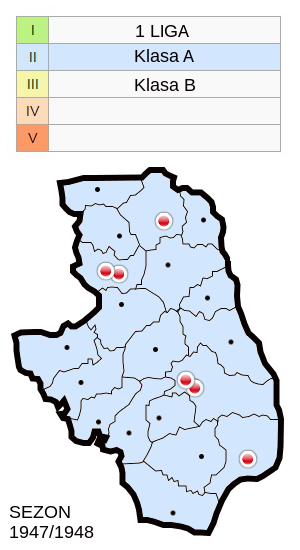
BOZPN - Zespoły występujące w Klasie A w sezonie 1948

KS ZMW Wici Białystok drużyna z Białegostoku występująca w rozgrywkach A klasy okręgu białostockiego. W roku 1948 większość piłkarzy rozwiązanego Motoru zasiliła drużynę Wici działającej przy Związku Młodzieży Wiejskiej.

## II poziom rozgrywkowy
Większość piłkarzy powojennej Jagiellonii po raz wtóry zmieniła swoją przynależność klubową zasilając KS Wici, co znowu zaowocowało sukcesem – klub zdobył mistrzostwo okręgu.
Białostocka drużyna w okręgu była najlepsza, natomiast w rywalizacji z zespołami Siedlec, Kielc i Pabianic zajęła ostatnie miejsce, tym samym pozostała w klasie A.

## Końcowa tabela klasy A (Białostocki OZPN)
| Lp. | Drużyna               | M  | Z | R | P | Bramki | Bramki | Różn. | Pkt. | Uwagi             |
| --- | --------------------- | -- | - | - | - | ------ | ------ | ----- | ---- | ----------------- |
| 1   | Wici Białystok        | 10 | 6 | 2 | 2 | 25     | 11     | +14   | 14   | Elim.do I/II ligi |
| 2   | KS ZZK Ełk            | 10 | 6 | 0 | 4 | 27     | 21     | +6    | 12   |                   |
| 3   | WKS Piechur Białystok | 10 | 5 | 2 | 3 | 27     | 22     | +5    | 12   |                   |
| 4   | WKS Wigry Suwałki     | 10 | 5 | 1 | 4 | 17     | 17     | 0     | 11   |                   |
| 5   | OMTUR Hajnówka (b)    | 10 | 4 | 0 | 6 | 19     | 25     | -6    | 8    |                   |
| 6   | WKS Mazur Ełk         | 10 | 1 | 1 | 8 | 7      | 26     | -19   | 3    | Spadek kl.B       |

- Do klasy B spadł WKS Mazur Ełk, awansowała Gwardia Białystok.
- Przed sezonem zmiana nazwy KKS Ełk na KS ZZK Ełk (Klub Sportowy Związku Zawodowego Kolejarzy).

## Eliminacje do I i II ligi
| Lp. | Drużyna         | M | Z | R | P | Bramki | Bramki | Różn. | Pkt. | Uwagi                  |
| --- | --------------- | - | - | - | - | ------ | ------ | ----- | ---- | ---------------------- |
| 1   | PTC Pabianice   | 6 |   |   |   | 17     | 3      | +14   | 9    | II liga i el.do I ligi |
| 2   | Gwardia Kielce  | 6 |   |   |   | 24     | 6      | +18   | 9    | II liga                |
| 3   | Ognisko Siedlce | 6 |   |   |   | 9      | 21     | -12   | 5    | II liga                |
| 4   | Wici Białystok  | 6 | 0 | 1 | 0 | 6      | 26     | -20   | 1    |                        |

- PTC Pabianice nie przebrnęło przez eliminacje i w następnym sezonie przystąpiło do rozgrywek II ligi.

MECZE:
- Wici : PTC Siedlce 0:3 / PTC Siedlce : Wici 6:1
- Wici : Gwardia Kielce 2:9 / Gwardia Kielce : Wici 3:0(vo)
- Wici : Ognisko Siedlce 1:1 / Ognisko Siedlce : Wici 4:2

## Mecze
| Mecze i wyniki | Mecze i wyniki       | Mecze i wyniki           | Mecze i wyniki | Mecze i wyniki | Mecze i wyniki      | Mecze i wyniki | Mecze i wyniki  | Poz w lidze. | Poz w lidze. | Poz w lidze. |
| Lp. | Data                 | Rozgrywki                | F.             | D/W            | Przeciwnik          | Wynik          | Strzelcy bramek | M.           | P.           | Br.          |
| --- | -------------------- | ------------------------ | -------------- | -------------- | ------------------- | -------------- | --------------- | ------------ | ------------ | ------------ |
| | 11.04.1948 Białystok | Klasa A - 1 kol.         | -              | D              | Piechur Białystok   | (przeł.)       |                 | 5            | 0            | 0:0          |
| 1 155 | 18.04.1948 Suwałki   | Klasa A - 2 kol.         | -              | W              | WKS (Wigry) Suwałki | 0:2            |                 | 2            | 2            | 2:0          |
| 2 156 | 25.04.1948 Białystok | Klasa A - 3 kol.         | -              | D              | WKS Ełk             | 1:1            |                 | 3            | 3            | 3:1          |
| 3 157 | 02.05.1948 Białystok | Klasa A - 4 kol.         | -              | D              | OMTUR Hajnówka      | 4:0            |                 | 1            | 5            | 7:1          |
| 4 158 | 06.05.1948 Ełk       | Klasa A - 5 kol.         | -              | W              | KS ZZK Ełk          | 0:7            |                 | 1            | 7            | 14:1         |
| 5 159 | 23.05.1948 Białystok | 1 kol. (mecz zaległy)    | -              | D              | Piechur Białystok   | 1:1            |                 | 1            | 8            | 15:2         |
| | 23.05.1948 Białystok | Klasa A - 6 kol.         | -              | W              | Piechur Białystok   | (przeł.)       |                 | 1            | 8            | 15:2         |
| 6 160 | 27.05.1948 Białystok | Klasa A - 7 kol.         | -              | D              | WKS (Wigry) Suwałki | 3:0(vo)        |                 | 1            | 10           | 18:2         |
| 7 161 | 30.05.1948 Ełk       | Klasa A - 8 kol.         | -              | W              | WKS Ełk             | 0:3(vo)        |                 | 1            | 12           | 21:2         |
| 8 162 | 06.06.1948 Hajnówka  | Klasa A - 9 kol.         | -              | W              | OMTUR Hajnówka      | 5:0            |                 | 1            | 12           | 21:7         |
| 9 163 | 13.06.1948 Białystok | Klasa A - 10 kol.        | -              | D              | KS ZZK Ełk          | 0:3(vo)        |                 | 1            | 12           | 21:10        |
| 10 164 | ?.06.1948 Białystok  | 6 kol. (mecz zaległy)    | -              | W              | Piechur Białystok   | 1:4            |                 | 1            | 14           | 25:11        |
| 11 | 27.06.1948 Siedlce   | El. do 1/2 ligi - 1 kol. | -              | W              | Ognisko Siedlce     | 4:2            |                 | 4            | 0            | 2:4          |
| 12 | 4.07.1948 Białystok  | El. do 1/2 ligi - 2 kol. | -              | D              | PTC Pabianice       | 0:3            |                 | 4            | 0            | 2:7          |
| 13 | 11.07.1948 Białystok | El. do 1/2 ligi - 3 kol. | -              | D              | Gwardia Kielce      | 2:9            |                 | 4            | 0            | 4:16         |
| 14 | 18.07.1948 Białystok | El. do 1/2 ligi - 4 kol. | -              | D              | Ognisko Siedlce     | 1:1            |                 | 4            | 1            | 5:17         |
| 15 | 25.07.1948 Pabianice | El. do 1/2 ligi - 5 kol. | -              | W              | PTC Pabianice       | 6:1            |                 | 4            | 1            | 6:23         |
| 16 | 1.08.1948 Kielce     | El. do 1/2 ligi - 6 kol. | -              | W              | Gwardia Kielce      | 3:0(vo)        |                 | 4            | 1            | 6:26         |
| {\displaystyle 1_{\ 3}^{\ 2}} - (1) Liczba meczów w sezonie, (2) wszystkie mecze ligowe na najwyższym poziomie rozgrywkowym, (3) wszystkie mecze w rozgrywkach ligowych (bez baraży) - rozgrywki ligowe, - rozgrywki pucharu polski, - rozgrywki pucharu ligi, - rozgrywki ligi europejskiej, - mecze barażowe lub eliminacyjne, - inne. |                      |                          |                |                |                     |                |                 |              |              |              |

- Przy stanie 0:3 dla ZZK piłkarze Wici nie godząc się z decyzją sędziego zeszli z boiska, przyznano walkower.

## Skład
Władysław Gałasiński (n), Józef Choroszucha (n), Ryszard Lachowski (n), Leon Wołoncewicz (n), Mirosław Piechocki (n), Sergiusz Nizniczenko (po), Jerzy Szpuda (po), Tomasz Olejniczak (po), Józef Pańkowski (po), Eugeniusz Burzyński (po), Stanisław Kudaszewicz (ob), Konstanty Łupaczyk (ob), Wiktor Tofiło (ob), Józef Poczobut (br), Kazimierz Dyga (br).